# Nagoya

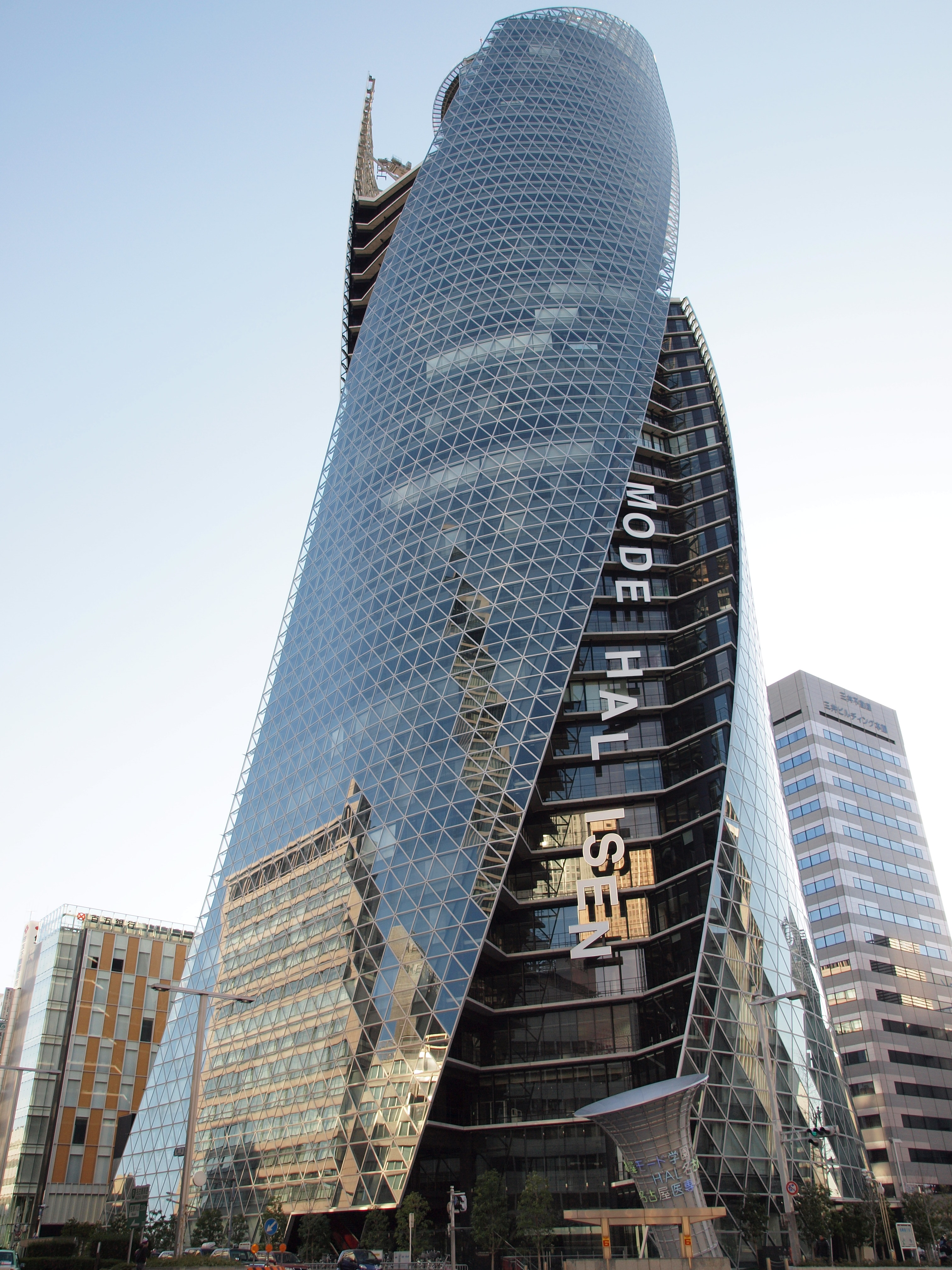
Mode Gakuen Spiral Towers

Nagoya (名古屋市 Nagoya-shi?) este un municipiu din Japonia, centrul administrativ al prefecturii Aichi.